# 토요일 밤의 기습
토요일 밤의 기습은 인수자측이 매수당하는 기업에게 방어할 시간을 주지 않기 위해서 공휴일인 토요일 저녁에 공개 매수를 선언하는 경우를 말한다. 1980년대 미국에서 잦게 일어났다.